# 우테나 미츠아키
우테나 미츠아키(일본어: 臺 光章, 1976년 1월 1일~)는 일본의 배구 선수이다. 현재 JT 썬더스 히로시마 소속으로 뛰고 있다.